# Zweite Neue
Die Zweite Neue (türkisch İkinci Yeni) war eine der wichtigsten literarischen Strömungen in der modernen türkischen Dichtung. Diese Strömung begann 1956 als eine Gegenbewegung zur Garip, die als „Erste Neue“ bezeichnet wurde, und zum sozialistischen Realismus in den 1940er Jahren. Die bekanntesten Vertreter der Strömung waren unter anderem Sezai Karakoç, Edip Cansever, Cemal Süreya, Turgut Uyar, Ece Ayhan und İlhan Berk.
Anders als Garip und die Vertreter des sozialistischen Realismus thematisierten die Dichter der Zweiten Neuen nicht die gesellschaftlichen Probleme und lehnten es ab, eine einfache Sprache zu benutzen. Sie bevorzugten vielmehr apolitische Themen wie das Unterbewusstsein des Individuums, die Einsamkeit, Sexualität, den Tod und den Suizid.
Stilistisch veränderten sie die Verwendung der Sprache unter dem Einfluss des Dadaismus. Sie bevorzugten eine abstrakte Sprache und veränderten die Struktur der Sprache und den Satzbau.